# Route 105 (Québec)
Pour les articles homonymes, voir Route 105.
La route 105 (R-105) est une route nationale québécoise d'orientation nord/sud de l'ouest du Québec. Elle dessert la région administrative de l'Outaouais.

## Tracé
La route 105 débute à l'intersection de l'A-5 à Gatineau (secteur Hull). Elle se forge un chemin à travers les collines de la vallée de la rivière Gatineau jusqu'à Grand-Remous où elle se termine sur la route 117, après avoir traversé Maniwaki au passage. Cette route est réputée pour être sinueuse et montagneuse. Dans la région de Gatineau, elle est parallèle à l'A-5 jusqu'à la fin de cette dernière à La Pêche. Quelques kilomètres plus au nord, à La Pêche, secteur Wakefield, elle forme un multiplex avec une petite section de 2 kilomètres de long de l'A-5 et la route 366. Elle était, dans l'ancien système de numérotation des routes, la route 11.

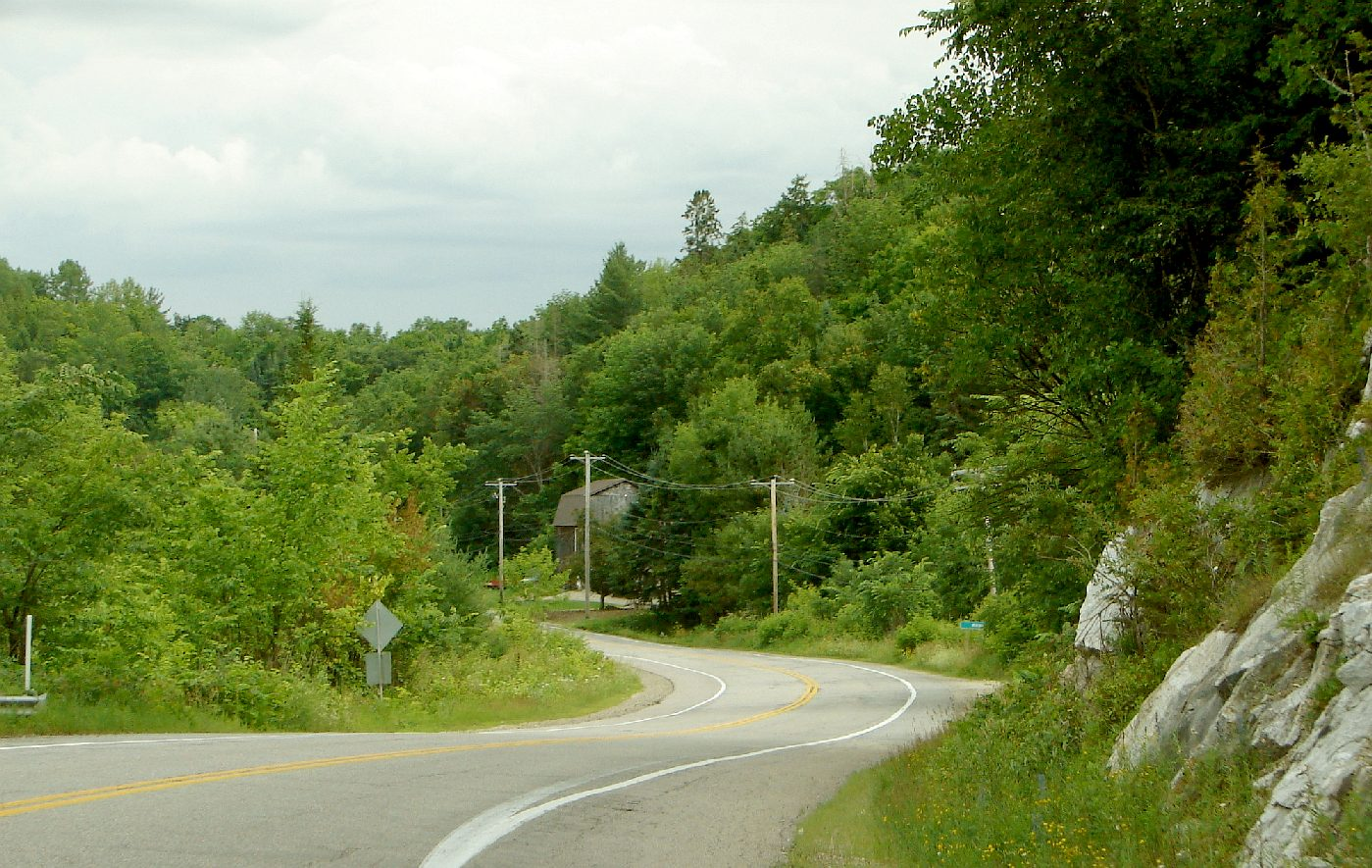
Route 105 à La Pêche

Il existe une controverse quant à l'établissement de la limite sud de la route. Selon certains, la route 105 débuterait officiellement au nord de l'intersection avec l'A-5 à la limite de Gatineau et de Chelsea. Tout le tronçon à l'intérieur des limites de la ville de Gatineau est sous la responsabilité de la ville de Gatineau en tant que rue municipale (Boulevard Saint-Joseph). Cette thèse est appuyée par le fait qu'à l'intersection du Boulevard des Allumettières (route 148) et du Boulevard Saint-Joseph, aucune signalisation ne fait mention que l'on croise la Route 105. Aucune signalisation récente indique que le automobilistes circulant sur le Boulevard Saint-Joseph se trouvent sur la route 105, à l'exception de quelques rares panneaux anciens installés antérieurement par le MTQ. Ce tronçon aurait donc été déclassé. De plus, un autre tronçon à l'intérieur de la municipalité de Chelsea, soit vis-à-vis les sorties 12 et 21 de l'A-5, est maintenant sous la responsabilité de la municipalité de Chelsea. En 2005, selon une publication du MTQ, l'extrémité sud de la route 105 se situait à la sortie 5 de l'A-5, à l'intersection des boulevards Mont-Bleu et Saint-Joseph.

## Localités traversées (du sud au nord)
Liste des municipalités dont le territoire est traversé par la route 105 regroupée par municipalité régionale de comté.

### Outaouais
Hors MRC
- Gatineau

Les Collines-de-l'Outaouais
- Chelsea
- La Pêche

La Vallée-de-la-Gatineau
- Low
- Kazabazua
- Wright
- Gracefield
- Bouchette
- Messines
- Kitigan Zibi
- Maniwaki
- Egan-Sud
- Bois-Franc
- Grand-Remous

## Intersections majeures
| MRC                         | Municipalité | km     | Destinations                                                              | Notes                                    |
| --------------------------- | ------------ | ------ | ------------------------------------------------------------------------- | ---------------------------------------- |
| Gatineau                    | Gatineau     | 0,00   | A-5 – Ottawa, Maniwaki                                                    | Sortie 5 de l'A-5                        |
| Les Collines-de-l'Outaouais | Chelsea      | 18,30  | A-5 sud – Ottawa, Maniwaki                                                |                                          |
| Les Collines-de-l'Outaouais | La Pêche     | 27,30  | R-366 ouest (Chemin de Sainte-Cécile-de-Masham) – Sainte-Cécile-de-Masham | Terminus sud du multiplex avec la R-366  |
| Les Collines-de-l'Outaouais | La Pêche     | 30,80  | R-366 est – Val-des-Monts                                                 | Terminus nord du multiplex avec la R-366 |
| La Vallée-de-la-Gatineau    | Kazabazua    | 71,10  | R-301 sud – Otter Lake                                                    |                                          |
| La Vallée-de-la-Gatineau    | Maniwaki     | 126,90 | R-107 nord – Déléage                                                      |                                          |
| La Vallée-de-la-Gatineau    | Grand-Remous | 157,00 | R-117 – Val-d'Or, Mont-Laurier                                            |                                          |
| - Terminus de multiplex     |              |        |                                                                           |                                          |